# Park Ji-hyun (attrice)
Park Ji-hyun (박지현?, Bak Ji-hyeonLR, Pak ChihyŏnMR; Chuncheon, 26 novembre 1994) è un'attrice sudcoreana.
Si è fatta notare nel 2018 grazie al film dell'orrore Gonji-am di Jung Bum-shik, per il quale è stata candidata come migliore attrice emergente ai Blue Dragon Film Award e ai Chunsa Film Art Award.

## Filmografia

### Cinema
- Bandeusi jamneunda (반드시 잡는다?), regia di Kim Hong-sen (2017)
- Gonji-am (곤지암?), regia di Jung Beom-sik (2018)
- The Divine Fury (사자?), regia di Kim Joo-hwan (2019)
- Anchor (앵커?), regia di Jung Ji-yeon (2022)
- Hidden Face (히든 페이스?), regia di Kim Dae-woo (2024)
- Donghwajiman cheongbur-imnida (동화지만 청불입니다?), regia di  Lee Jong-seok (2025)

### Televisione
- Saimdang, bich-ui ilgi (사임당, 빛의 일기?) – serie TV (2017)
- Wang-eun saranghanda (왕은 사랑한다?) – serie TV (2017)
- Chin-aehaneun pansanimkke (친애하는 판사님께?) – serie TV (2018)
- Nae dwi-e Terrius (내 뒤에 테리우스?) – serie TV (2018) – cameo
- Eun-ju-ui bang (은주의 방?) – serie TV (2018-2019)
- Rookie Historian Goo Hae-ryung (신입사관 구해령?) – serie TV (2019)
- Brahms-reul joh-ahase-yo? (브람스를 좋아하세요??) – serie TV (2020)
- Yumi's Cells (유미의 세포들?) – serie TV (2021)
- Going to You at a Speed of 493km (너에게 가는 속도 493KM?) – serie TV (2022)
- Jaebeoljip mangnae-adeul (재벌집 막내아들?) – serie TV (2022)
- JaebeolXhyeongsa (재벌X형사?) – serie TV (2024)
- Eun-jung-gwa Sang-yeon (은중과 상연?) – serie TV (2025)